# Xenophysa junctimacula
Xenophysa junctimacula är en fjärilsart som beskrevs av Hugo Theodor Christoph 1887. Xenophysa junctimacula ingår i släktet Xenophysa och familjen nattflyn. Inga underarter finns listade i Catalogue of Life.